# Volkswagen Golf II
 Denne artikel omhandler 2. generation af Golf. For et overblik over alle generationer, se Volkswagen Golf.
Volkswagen Golf II (typenummer 19/1G) er anden generation af den lille mellemklassebil Volkswagen Golf. Den afløste Golf I i 1983, og blev i 1992 afløst af Golf III.
Den fandtes med hatchback karrosseri med 3 og 5 døre. Sedanversionen solgtes under sit eget navn: Volkswagen Jetta.
Golf II lagde desuden platform til SEAT Toledo, som var SEAT's første bil udviklet i samarbejde med Volkswagen.
Golf II fandtes med benzinmotorer fra 1,0 til 1,8 liter, og med dieselmotorer på 1,6 liter.

## Billeder
- Produktion af en Golf II i Volkswagenwerk i Wolfsburg i juni 1988
- En kabine i en Golf II
- En Golf II Country
- En 1,8 16V-motor i en Golf II GTI 16V

## Motorer
| Model                            | Slagvolume                       | Effekt / omdr.                   | Moment / omdr.                   | Brændstofsystem                  | Katalysator                      | Motorkoder                       | 0-100 km/t                       | Topfart                          | Årgang(e)                        |
| Golf II-modeller med benzinmotor | Golf II-modeller med benzinmotor | Golf II-modeller med benzinmotor | Golf II-modeller med benzinmotor | Golf II-modeller med benzinmotor | Golf II-modeller med benzinmotor | Golf II-modeller med benzinmotor | Golf II-modeller med benzinmotor | Golf II-modeller med benzinmotor | Golf II-modeller med benzinmotor |
| -------------------------------- | -------------------------------- | -------------------------------- | -------------------------------- | -------------------------------- | -------------------------------- | -------------------------------- | -------------------------------- | -------------------------------- | -------------------------------- |
| 1.05                             | 1 L (1043 cm³)                   | 33 kW (45 hk) / 5500             | 75 Nm / 3200                     | Karburator                       | Nej                              | GN                               | 21,9 sek.                        | 137 km/t                         | 08/1983 − 07/1985                |
| 1.3                              | 1,3 L (1272 cm³)                 | 40 kW (54 hk) / 5400             | 96 Nm / 3300                     | Karburator                       | Nej                              | MH / 2G / HK                     | 18,1 sek.                        | 147 km/t                         | 08/1983 − 07/1992                |
| 1.3                              | 1,3 L (1272 cm³)                 | 40 kW (54 hk) / 5200             | 97 Nm / 3000                     | Multipoint-injection             | Ja                               | NZ                               | 16,7 sek.                        | 151 km/t                         | 08/1985 − 07/1992                |
| 1.6                              | 1,6 L (1595 cm³)                 | 51 kW (69 hk) / 5200             | 118 Nm / 2700                    | Karburator                       | Ja                               | PN                               | 14,1 sek.                        | 162 km/t                         | 08/1985 − 07/1992                |
| 1.6                              | 1,6 L (1595 cm³)                 | 53 kW (72 hk) / 5200             | 120 Nm / 2700                    | Karburator                       | Ja                               | RF                               | 13,1 sek.                        | 164 km/t                         | 08/1986 − 10/1991                |
| 1.6                              | 1,6 L (1595 cm³)                 | 55 kW (75 hk) / 5000             | 125 Nm / 2500                    | Karburator                       | Nej                              | EZ / ABN                         | 12,7 sek.                        | 167 km/t                         | 08/1983 − 07/1992                |
| 1.8                              | 1,8 L (1781 cm³)                 | 62 kW (84 hk) / 5000             | 142 Nm / 3000                    | Karburator                       | Ja                               | RH                               | 12,2 sek.                        | 173 km/t                         | 08/1986 − 07/1990                |
| 1.8                              | 1,8 L (1781 cm³)                 | 66 kW (90 hk) / 5200             | 145 Nm / 3300                    | Karburator                       | Nej                              | GU                               | 11,2 sek.                        | 178 km/t                         | 08/1983 − 10/1991                |
| 1.8                              | 1,8 L (1781 cm³)                 | 66 kW (90 hk) / 5250             | 142 Nm / 3000                    | Monopoint-injection              | Ja                               | RP / GX                          | 11,9 sek.                        | 175 km/t                         | 08/1983 − 10/1991                |
| 1.8                              | 1,8 L (1781 cm³)                 | 72 kW (98 hk) / 5400             | 143 Nm / 3000                    | Monopoint-injection              | Ja                               | 1P                               | 11,3 sek.                        | 180 km/t                         | 08/1988 − 07/1991                |
| GTI                              | 1,8 L (1781 cm³)                 | 79 kW (107 hk) / 5400            | 157 Nm / 3800                    | Multipoint-injection             | Ja                               | PF / RD                          | 10,3 sek.                        | 186 km/t                         | 08/1985 − 10/1991                |
| GTI                              | 1,8 L (1781 cm³)                 | 82 kW (111 hk) / 5400            | 159 Nm / 4000                    | Multipoint-injection             | Nej                              | PB / EV / KT                     | 10,0 sek.                        | 191 km/t                         | 01/1984 − 10/1991                |
| GTI 16V                          | 1,8 L (1781 cm³)                 | 95 kW (129 hk) / 5800            | 168 Nm / 4250                    | Multipoint-injection             | Ja                               | PL                               | 9,0 sek.                         | 200 km/t                         | 02/1986 − 10/1991                |
| GTI 16V                          | 1,8 L (1781 cm³)                 | 102 kW (139 hk) / 6100           | 168 Nm / 4600                    | Multipoint-injection             | Nej                              | KR                               | 8,5 sek.                         | 208 km/t                         | 02/1986 − 10/1991                |
| G60                              | 1,8 L (1781 cm³)                 | 118 kW (160 hk) / 5800           | 225 Nm / 3800                    | Multipoint-injection             | Ja / Nej                         | PG                               | 8,3 sek.                         | 216 km/t                         | 08/1988 − 07/1991                |
| G60 16V                          | 1,8 L (1781 cm³)                 | 155 kW (211 hk) / 6500           | 247 Nm / 5000                    | Multipoint-injection             | Ja                               | 3G                               | 8,0 sek.                         | 230 km/t                         |                                  |
| Golf II-modeller med dieselmotor |                                  |                                  |                                  |                                  |                                  |                                  |                                  |                                  |                                  |
| 1.6 D                            | 1,6 L (1588 cm³)                 | 40 kW (54 hk) / 4800             | 100 Nm / 2300−2900               | Diesel-injection                 | Nej                              | JP                               | 18,7 sek.                        | 148 km/t                         | 08/1983 − 10/1991                |
| 1.6 TD                           | 1,6 L (1588 cm³)                 | 44 kW (60 hk) / 4500             | 110 Nm / 2400−2600               | Diesel-injection                 | Ja                               | 1V                               | 16,9 sek.                        | 151 km/t                         | 08/1989 − 07/1992                |
| 1.6 TD                           | 1,6 L (1588 cm³)                 | 51 kW (69 hk) / 4500             | 133 Nm / 2500−2900               | Diesel-injection                 | Nej                              | JR                               | 14,5 sek.                        | 160 km/t                         | 08/1983 − 10/1991                |
| 1.6 TD                           | 1,6 L (1588 cm³)                 | 59 kW (80 hk) / 4500             | 155 Nm / 2500−3000               | Diesel-injection                 | Nej                              | RA / SB                          | 13,2 sek.                        | 169 km/t                         | 04/1989 − 10/1991                |